# Carretera de Nebraska 19
La Carretera de Nebraska 19 (en inglés: Nebraska Highway 19) y abreviada NE 19, con una longitud de 10,91 millas (17,6 km), es una carretera estatal de sentido sur-norte ubicada en el estado estadounidense de Nebraska. La Carretera de Nebraska 19 cuenta con una terminal en el sur en la frontera de Colorado en Sidney y un terminal norte al oeste de Sidney en una intersección con U.S. Route 30.

## Cruces
Los principales cruces de la Carretera de Nebraska 19 son las siguientes:
| Condado  | Ubicación       | Millas | Cruces | Notas                                               |
| -------- | --------------- | ------ | ------ | --------------------------------------------------- |
| Cheyenne | Sur de Lorenzo  | 0.00   | CO 113 | Extremo sur                                         |
| Cheyenne | Oeste de Sidney | 9.29   | I 80   | Salida hacia el este/Entrada a la I-80 (Salida 55)  |
| Cheyenne | Oeste de Sidney | 9.55   | I 80   | Salida hacia el oeste/Entrada a la I-80 (Salida 55) |
| Cheyenne | Oeste de Sidney | 10.91  | US 30  | Terminal norte                                      |